# Kvarnsjön (Frötuna socken, Uppland, 662978-167010)
Kvarnsjön är en sjö i Norrtälje kommun i Uppland och ingår i Norrtäljeån-Åkerströms kustområde. Sjön är 4,4 meter djup, har en yta på 0,04 kvadratkilometer och är belägen 13 meter över havet.